# حركة تحرير المرأة
حركة تحرير المرأة، كانت تنسيقًا سياسيًا منطويًا على الفكرانية النسائية والنسوية. انطلقت هذه الحركة في أواخر ستينيات القرن المنصرم واستمرت حتى الثمانينيات، منتشرةً في المقام الأول ضمن نطاق الدول الصناعية في العالم الغربي ومحدثةً مجموعةً من التغييرات الكبيرة (على الصعيد السياسي والفكري والثقافي) في جميع أنحاء العالم. انبثق قسم نسوي راديكالي من صلب حركة تحرير المرأة، إذ استند إلى الفلسفة المعاصرة وضم نساءً من مختلف الخلفيات العرقية والثقافية. طرحت نساء النسوية الراديكالية المسألة المتمثلة بضرورة منح النساء الحرية الاقتصادية والنفسية والاجتماعية، وذلك بهدف إحراز تقدّم بخصوص مكانتهن بصفتهن مواطنات من الدرجة الثانية في مجتمعاتهن.
شككت حركة تحرير المرأة في الشرعية الثقافية والقانونية للسلطة الأبوية ساعيةً إلى تحقيق المساواة بين المرأة والرجل، وشككت أيضًا في الشرعية العملية للتسلسل الهرمي والجنسي المُستخدم للسيطرة على الاستقلال القانوني والمادي للمرأة والحد منه في المجتمع. طرحت النساء الليبراليات الفكرة القائلة بأن التحيز الجنسي – التمييز الرسمي وغير الرسمي القائم على الجنس والمبني على وجود البناء الاجتماعي الجنساني- هو المشكلة السياسية الرئيسية لديناميكيات السلطة في مجتمعاتهن. اقترحت حركة تحرير المرأة عمومًا إحداث تغيير اجتماعي واقتصادي في اليسار السياسي، ورفضت الفكرة المتمثلة بقدرة المساواة الجزئية –في إطار الطبقة الاجتماعية ووفقًا لها- على التخلص من التمييز الجنسي ضد المرأة، وعززت المبادئ الإنسانية مثل احترام حقوق الإنسان للجميع. نجح الليبراليون في تغيير كيفية النظر إلى المرأة في ثقافاتهم في العقود التي ازدهرت خلالها حركة تحرير المرأة، وتمكّنوا من إعادة تعريف الأدوار الاجتماعية والاقتصادية والسياسية للمرأة في المجتمع، بالإضافة إلى تغييرهم للتيار العام للمجتمع. 

## الخلفية
ترى النظرية الموجية للتنمية الاجتماعية أن جميع فترات النشاط الاجتماعي المكثفة متبوعة بفترات من السكون، يسود خلالها تهميش وعزل ممنهج للنشطاء المنخرطين في تحريك المجتمع إلى حد كبير. تركت المصالح المشتركة التي لطالما وحّدت النسويات الدوليات حركة المرأة دون أي محور يحظى بموافقة الجميع، وذلك في أعقاب فترة النضال المكثفة من أجل منح المرأة الحق في التصويت. أسفرت الاختلافات الإيديولوجية بين الراديكاليين والمعتدلين إلى خلق شرخ ونزعة تطرفية، في الوقت الذي قادت خلاله أكبر مجموعة من الناشطات النسائيات حركات هادفة إلى تثقيف النساء بخصوص مسؤولياتهن الجديدة بصفتهن ناخبات. دعمت العديد من المنظمات النساء وحاولت تثقيفهن حول كيفية الاستفادة من حقوقهن الجديدة في الانخراط ضمن النظام السياسي القائم، ومن الأمثلة على هذه المنظمات: الرابطة النسائية للمؤتمر الوطني الأفريقي، ورابطة ربات البيوت الأيرلندية، ورابطة النساء الناخبات، ونقابات النساء المدنيات، والمؤسسات النسائية. شاركت العديد من المنظمات الأخرى في تحركات النسائية الجماهيرية نحو الانخراط في القوى العاملة خلال الحرب العالمية الأولى والثانية، ثم حولت جهودها إلى قضايا العمل بعد انسحاب النساء من القوى العاملة بعد نهاية الحرب بموجب جهود رسمية مشتركة ومنادية بعودة النساء إلى الحياة الأسرية. كانت الجمعية العالمية المسيحية للنساء الشابات ونادي زونتا الدولي على رأس تلك المنظمات، إذ حشدتا النساء بهدف جمع معلومات حول وضع المرأة العاملة وتنظيم برامج لمساعدتهن. همشت وسائل الإعلام المنظمات الراديكالية –مثل الحزب الأمريكي الوطني للمرأة- باستمرار، إذ شجبت النسوية ومناصريها ونظرت إلى النسويات على أنهن «عصابيات متشددات يتحملن مسؤولية المشاكل» المجتمعية. عادةً ما كانت النساء المناصرات لمحاور المساواة الراديكالية غير متزوجات وغير عاملات ومتمتعات بميزات اجتماعية واقتصادية، بالإضافة إلى كونهن منحرفات بنظر الغالبية العظمى في المجتمع. 
بدأت الجهود المبذولة لإنهاء الاستعمار واستبدال الأنظمة الاستبدادية في العديد من البلدان –في جميع أنحاء أفريقيا وآسيا ومنطقة البحر الكاريبي والشرق الأوسط وأمريكا الجنوبية- خلال خمسينيات القرن المنصرم واستمرت حتى الثمانينيات، إذ شهدت هذه الدول في تلك الفترة استحواذ الحكومات على دور النسويات الراديكاليات. على سبيل المثال، ألغى دستور عام 1956 في مصر الحواجز الجنسانية فيما يتعلق بالعمل والمشاركة في الحياة السياسية والتعليم بموجب أحكام تدعم المساواة بين الجنسين. عملت النساء في كل من الأرجنتين والبرازيل وشيلي وكوبا ونيكاراغوا وبلدان أمريكا اللاتينية الأخرى صوب الإطاحة بالديكتاتوريات في بلدانهن. سعت الدول إلى القضاء على أوجه اللامساواة الجنسانية من خلال بعض الإجراءات الحكومية، وذلك بعد تحول هذه الحكومات إلى السياسات الاشتراكية. رأت النساء في كل من الدول المستقلة حديثًا والتي مازالت تحت السيطرة الاستعمارية في آسيا وأفريقيا ومنطقة البحر الكاريبي في محاربة الامبريالية هدفًا مشتركًا بعد تحوّل هذه الدول إلى اليسار السياسي. ركّزت هذه النساء جهودها على تناول مسألة الاختلال الجنساني لموازين القوى، وذلك في سعيهن إلى تعزيز احترام حقوق الإنسان والأهداف القومية. استولت الحركة العالمية الهادفة إلى إنهاء الاستعمار وإعادة تنظيم السياسات الدولية في معسكرات الحرب الباردة أعقاب انتهاء الحرب العالمية الثانية على الحملة الرامية إلى منح النساء الحق في التصويت، تزامنًا مع تحول انتباه الناشطين إلى مسائل التصويت العمومي والقومية. أسفر كل من الوعي المنتشر في عموم أفريقيا والاعتراف العالمي بقضية السود باعتبارها عاملًا موحدًا للنضال إلى اعتراف العديد من المجموعات المهمشة باحتمالية تسييس اضطهادهم. 
أصبحت العنصرية حجر عثرة بالنسبة لسياسة الولايات المتحدة في سبيل تحقيقها لهدفها الرئيسي في سياساتها الخارجية والمتمثل في تحولها إلى قوة عظمة مهيمنة، وذلك حاولت التأثير على هذه الدول المستقلة حديثًا وجعلها مناصرة للسياسات الأمريكية في ظل المناخ السياسي المستقطب للحرب الباردة. كان القادة السود على دراية بالمناخ الملائم لإحداث التغيير، لذا دفعوا بعجلة حركة الحقوق المدنية لتشمل قضية عدم المساواة بين الأعراق. سعى القادة السود إلى القضاء على الأضرار التي ألحقها الاضطهاد في البلاد، وذلك من خلال استخدام نظرية التحرير وحركة أخرى رامية إلى إحداث تحول مجتمعي في طريقة رؤية الناس للآخرين عن طريق منح المحرومين من التصويت سلطةً سياسيةً تتيح لهم تغيير هياكل السلطة. احتجت حركة القوة السوداء جنبًا إلى جنب مع الحركات الطلابية العالمية على المعايير المزدوجة الجلية في ذلك العصر، بالإضافة إلى الطبيعة الاستبدادية للمؤسسات الاجتماعية. انطلقت احتجاجات طلابية في تشيكوسلوفاكيا وصولاً إلى المكسيك ومرورًا بألمانيا وفرنسا وإيطاليا واليابان وغيرها من الدول، إذ عبر الطلاب عن مناهضتهم لعدم المساواة المدنية والاقتصادية والسياسية، بالإضافة إلى وقوفهم ضد المشاركة في حرب فيتنام. انخرط العديد من هؤلاء الناشطين الداعمين لهذه القضايا في الحركة النسوية.
وعلى الصعيد الاجتماعي، انتشر الوعي حول المشاكل الاجتماعية التي تواجهها المرأة وانبثقت الحاجة إلى التغيير الثقافي، وذلك نتيجةً لكل من طفرة المواليد بعد الحرب العالمية الثانية، والنمو الاقتصادي النسبي في جميع أنحاء العالم في السنوات اللاحقة للحرب، وتوسع صناعة التلفزيون التي حسنت من نظم الاتصالات، وحصول النساء والرجال على فرص في التعليم العالي على حد سواء. اعتمدت النساء اقتصاديًا على الرجال خلال تلك الفترة، إذ لم يكن قد انبثق مفهوم السلطة الأبوية أو أي نظرية متماسكة حول موازين القوى بين الرجال والنساء في المجتمع. إن عملت النساء في تلك الفترة، فكانت أعمالهن مربوطةً بحفنة من الوظائف المتاحة لهن في مجال الصناعات التحويلية الخفيفة أو العمل الزراعي بالإضافة إلى شريحة محدودة من الوظائف في القطاعات الخدمية، مثل إدارة الحسابات والعمالة المنزلية والسكرتارية والأعمال المكتبية ومبيعات التجزئة والتعليم في المدارس. توقع المجتمع من النساء أن يعملن بأجور أقل مقارنةً بالرجال، وأن يتوقفن عن العمل بعد الزواج. لم تتمكن النساء من الحصول على حسابات مصرفية أو قروض، الأمر الذي جعل من استئجارهن للمساكن أمرًا مستحيلًا دون موافقة رجل. لم يُسمح للنساء بالدخول إلى الأماكن العامة دون وصي ذكر في العديد من البلدان. 

## في الولايات المتحدة الأمريكية

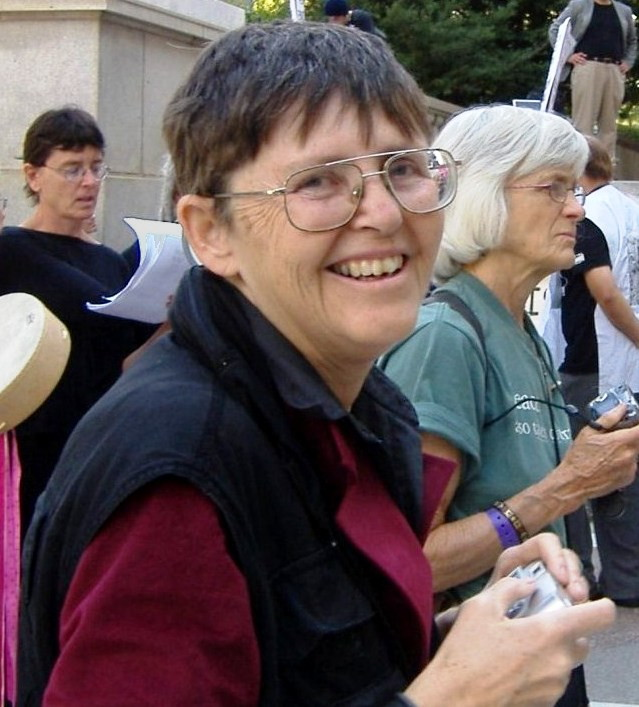
جو فريمان

في يونيو عام 1967 حضرت جو فريمان دورة عن النساء في جامعة شيكاغو قدمتها هيذر بوث وناعومي وايستاين، ودعتهم فريمان لتنظيم ورشة عمل في المؤتمر الوطني للسياسات الجديدة الذي عقد في شيكاغو خلال عطلة عيد العمال ذلك العام، وفي المؤتمر تم تشكيل لجنة (بقيادة بقيادة فريمان وشولاميث فايرستون) قدمت مطالبها للجلسة العامة.
وقد قيل لهن أن قراراتهن ليست مهمة بالشكل الكافي لمناقشتها، وقد نجحن في تعليق بيانهم في نهاية جدول الأعمال، ومع هذا فلم تتم مناقشة مطالبهن أبداً؛ ففي نهاية المؤتمر لم يأبه مدير المؤتمر ويليام ف. بيبر بأي من النساء التي تنتظر الفرصة للتحدث، وبدلاً من ذلك دعا شخصاً للتحدث عن الهنود الحمر، فهرعت خمس نساء بمن فيهن فايرستون إلى المنصة لمعرفة السبب، فخاطبها السيد ويليام بعبارات مهينة محتجاً بأن لديهم قضايا أولى بالنقاش من تحرير المرأة.
دعت فريمان وفايرستون إلى اجتماع لكافة النساء اللاتي حضرن الدورة وورشة العمل، أفرز هذا الاجتماع أول مجموعة لتحرير المرأة في شيكاغو، سميت هذه المجموعة بجماعة الجانب الغربي؛ حيث كانت تجتمع أسبوعياً في شقة فريمان في الجانب الغربي لشيكاغو. بعد بضعة أشهر، نشرت فريمان جريدة تدعى «صوت حركة تحرير المرأة» (بالإنجليزية: Voice of the women’s liberation movement)، وقد غزت الجريدة جميع أرجاء البلاد، ودولاً غربية أخرى، وهي التي أعطت الحركة هذا الاسم. وقد أسست بعض السيدات من مجموعة الجانب الغربي منظمات أخرى لتحرير المرأة كاتحاد شيكاغو لتحرير المرأة.
وفي نفس العام انبثقت مجموعات أخرى لتحرير المرأة في أنحاء الولايات المتحدة الأمريكية، ففي عام 1968 عقد أول تجمع وطني أمريكي من نشطاء تحرير المرأة في بحيرة فيلا، وهي ضاحية من ضواحي شيكاغو، إلينوي، وأول جماعة لتحرير المرأة في سياتل.
وفي عام 1968 احتجت مائة امرأة على مسابقة «ملكة جمال أمريكا» باعتبارها تروج لجاذبية الجسد كمقوم أساسي لقيمة المرأة، لا سيما الجزء الخاص بلباس البحر.
وفي نفس العام أيضاً تم نشر مجلة «ملاحظات السنة الأولى» (بالإنجليزية Notes from the First Year)، وهي مجلة مهتمة بتحرير المرأة، من قبل مجموعة نساء نيويورك الراديكاليات.
نشأ فكر النسوية الراديكالية في الولايات المتحدة الأمريكية كجزء من حركة تحرير المرأة من قبل دماعات كجماعة نساء نيويروك الراديكاليات 1967–1969 (ولا علاقة لها بنساء راديكاليات، الحركة النسوية الاشتراكية المعاصرة)، وقد وصفتها إلين ويليز كأول جماعة لتحرير المرأة في نيويورك.

## في المملكة المتحدة
عقد أول مؤتمر لحركة تحرير المرأة في بريطانيا لمدة ثلاثة أيام ابتداء من 27 فبراير 1970 في كلية روسكين، وحضرته 600 امرأة، وتلاه تسعة مؤتمرات حتى مؤتمر برمنجهام عام 1978.

## في أيرلندا
في أيرلندا عام 1970 نشرت حركة تحرير المرأة الأيرلندية بياناً ونظمت احتجاجات وأنشطة كقطار منع الحمل، وهو حركة قامت في 22 مارس 1971 احتجاجاً على القانون الذي يمنع استيراد وبيع وسائل منع الحمل في أيرلندا، حيث سافرت مجموعة من النساء من أيرلندا حتى بلفاست لشراء وسائل منع الحمل. وانطلقت أول مسيرة نسائية لتحرير المرأة عام 1971.

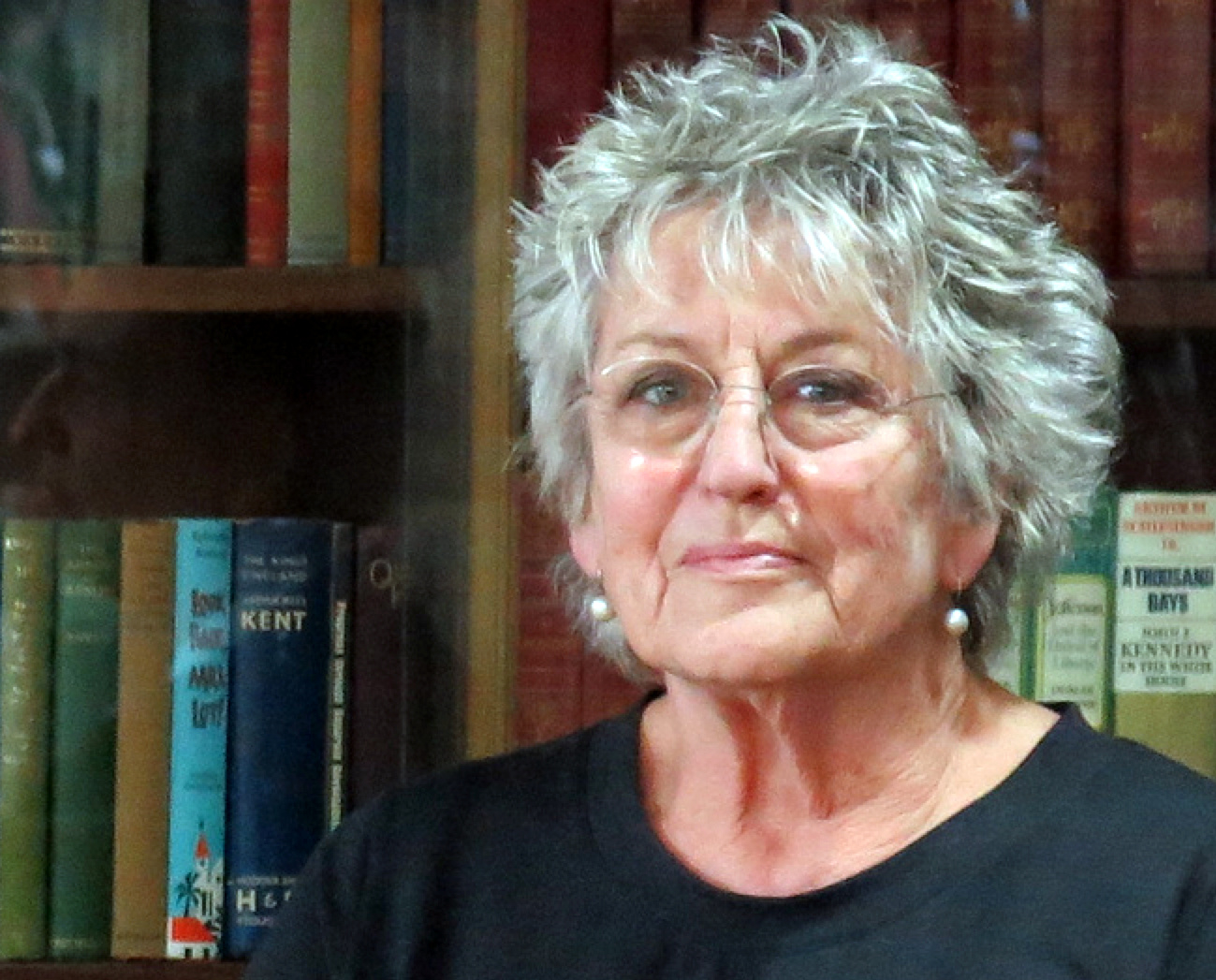
الكاتبة جرمين غرير

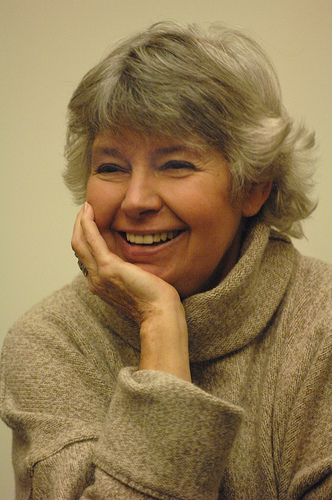
روبن مورغان

## في مصر
كانت أولى الناشطات في مجال تحرير المرأة في مصر هدى شعراوي، ثم توالت الناشطات بعدها من أجل ذلك. حمل لواء تحرير المرأة من الرجال قاسم أمين الذي كتب كتابيه المرأة الجديدة وتحرير المرأة ثم حمل اللواء من بعدهم جمال البنا في العديد من كتبه والتي على رأسها كتاب «المرأة المسلمة بين تحرير القرآن وتقييد الفقهاء».

### التأسيس وأبرز الشخصيات
قبل أن تتبلور الحركة بشكل دعوة منظمة لتحرير المرأة ضمن جمعية تسمى الاتحاد النسائي كان هناك تأسيس نظري فكري لها ظهر من خلال كتب ثلاثة ومجلة صدرت في مصر:
- كتاب: تحرير المرأة، تأليف قاسم أمين، نشره عام 1899م، بدعم من محمد عبده وسعد زغلول، وأحمد لطفي السيد. قال فيه أن حجاب المرأة السائد ليس من الإسلام، وقال إن الدعوة إلى ازالته ليست خروجاً على الدين.
- كتاب: المرأة الجديدة، تأليف قاسم أمين أيضاً - نشره عام 1900م يتضمن نفس أفكار الكتاب الأول.

سبق تحرير المرأة المصرية، اشتراك النساء بقيادة هدى شعراوي (زوجة علي شعراوي) في ثورة سنة 1919م فقد دخلن غمار الثورة بأنفسهن، وبدأت حركتهن السياسية بالمظاهرة التي قمن بها في صباح يوم 20 مارس سنة 1919م. أول مرحلة للتحرير كانت عندما دعا سعد زغلول النساء اللواتي تحضرن خطبته أن يزحن النقاب عن وجوههن. وهو الذي نزع الحجاب عن وجه نور الهدى محمد سلطان التي اشتهرت باسم: هدى شعراوي مكونة الاتحاد النسائي المصري وذلك عند استقباله في الإسكندرية بعد عودته من المنفى. واتبعتها النساء فنزعن الحجاب بعد ذلك.
تأسس الاتحاد النسائي في نيسان 1924م بعد عودة مؤسسته هدى شعراوي من مؤتمر الاتحاد النسائي الدولي الذي عقد في روما عام 1922م ونادى بجميع المبادئ التي نادي بها من قبل مرقص فهمي المحامي وقاسم أمين. مهد هذا الاتحاد بعد عشرين عاماً لعقد مؤتمر الاتحاد النسائي العربي عام 1944م وقد حضرته مندوبات عن البلاد العربية. وقد رحبت بريطانيا والولايات المتحدة الأمريكية بانعقاد المؤتمر حتى أن حرم الرئيس الأمريكي روزفلت أبرقت مؤيدة للمؤتمر.

#### أبرز شخصيات حركة تحرير المرأة
1. قاسم أمين، ألف كتب مثل تحرير المرأة (1899) والمرأة الجديدة (1901) الذي طالب فيهم بتعليم المرأة المصرية وناقش فيها قضايا مثل الحجاب والطلاق.
2. محمد عبده، فقد نبتت أفكار كتاب تحرير المرأة في حديقة أفكار الشيخ محمد عبده. وتطابقت مع كثير من أفكار الشيخ التي عبر فيها عن حقوق المرأة وحديثه عنها في مقالات الوقائع المصرية وفي تفسيره لآيات أحكام النساء. (التفاصيل في كتاب المؤامرة على المرأة المسلمة د. السيد أحمد فرج ص 63 وما بعدها. دار الوفاء سنة 1985م كتاب عودة الحجاب الجزء الأول، د.محمد أحمد بن إسماعيل المقدم).
3. سعد زغلول، زعيم حزب الوفد المصري، الذي أعان قاسم أمين على إظهار كتبه وتشجيعه في هذا المجال.
4. لطفي السيد، الذي أطلق عليه أستاذ الجيل وظل يروج لحركة تحرير المرأة على صفحات الجريدة لسان حال حزب الأمة المصري في عهده.
5. صفية زغلول، زوجة سعد زغلول وابنة مصطفى فهمي باشا رئيس الوزراء في تلك الأيام.
6. هدى شعراوي، ابنة محمد سلطان باشا وزوجة علي شعراوي باشا أحد أعضاء حزب الأمة (حالياً الوفد) ومن أنصار التحرير.
7. سيزا نبراوي واسمها الأصلي زينب محمد مراد، وهي صديقة هدى شعراوي في المؤتمرات الدولية والداخلية وهما أول من نزع الحجاب في مصر بعد عودتهما من الغرب إثر حضور مؤتمر الاتحاد النسائي الدولي الذي عقد في روما 1923م.
8. درية شفيق، من تلميذات لطفي السيد، رحلت وحدها إلى فرنسا لتحصل على الدكتوراه، ثم إلى إنكلترا، وصورتها وسائل الإعلام الغربية بأنها المرأة التي تدعوا إلى التحرر من التقاليد مثل: الحجاب والطلاق وتعدد الزوجات. ولما عادت إلى مصر شكلت حزب بنت النيل في عام 1949م. قادت درية شفيق المظاهرات، وأشهرها مظاهرة في عام 19 فبراير 1951م و12 مارس 1954م فقد أضربت النساء في نقابة الصحافيين عن الطعام حتى الموت إذا لم تستجب مطالبهن. وأجيبت مطالبهن ودخلت درية شفيق الانتخابات ولم تنجح. وانتهى دورها. وحضرت المؤتمرات الدولية النسائية للمطالبة بحقوق المرأة.
9. سهير القلماوي، تربت في الجامعة الأمريكية في مصر، وتخرجت من معهد الأمريكان، وتنقلت بين الجامعات الأمريكية والأوربية، ثم عادت للتدريس في الجامعة المصرية.
10. أمينة السعيد، وهي من تلميذات طه حسين، الأديب المصري الذي دعا إلى تحرير المرأة.. ترأست مجلة حواء.
11. نوال السعداوي، زعيمة الاتحاد المصري حالياً.

### الأفكار والمعتقدات
أفكار ومعتقدات حركة تحرير المرأة فيما يلي:
- الحجاب والنقاب حرية شخصية.
- أن يكون الرجال مع النساء في كل المجالات في المدارس والجامعات والمؤسسات الحكومية، والأسواق.
- تقييد الطلاق بحيث يكون الطلاق في المحكمة.
- حق العمل.
- المطالبة بالحقوق الاجتماعية والسياسية.

## كتب ملهمة
عام 1970، قامت النسوية الأسترالية جيرمين غرير بطباعة كتابها «المرأة المدجنة» الذي تصدر قوائم الكتب الأكثر مبيعاً حينئذٍ. وفي نفس العام أصدرت كتاباً جمعت فيه مختارات من كتابات حركة تحرير المرأة أصدرته النسوية الأمريكية روبن مورغان.

### معلومات المراجع
- Bullock، Allan؛ Trombley، Stephen، المحررون (1999). The New Fontana Dictionary of Modern Thought (ط. 3rd). Harper Collins Publishers. ISBN:978-0-00-255871-6.
- Walker، Cherryl (1991). Women and Resistance in South Africa (ط. 2nd). Claremont, Cape Town, South Africa: David Philip Publishers. ISBN:978-0-86486-170-2. مؤرشف من الأصل في 2023-07-17.
- Taylor، Verta (أكتوبر 1989). "Social Movement Continuity: The Women's Movement in Abeyance". American Sociological Review. ج. 54 ع. 5: 61–775. DOI:10.2307/2117752. ISSN:0003-1224. JSTOR:2117752.
- Browne، Sarah (2017). The Women's Liberation Movement in Scotland. Oxford, England: Oxford University Press. ISBN:978-1-5261-1665-9. مؤرشف من الأصل في 2024-09-21 – عبر Project MUSE.
- Hannan، Caryn (2008). "Dingman, Mary Agnes". New Jersey Biographical Dictionary. Hamburg, Michigan: State History Publications. ج. 1: A–K. ص. 174–176. ISBN:978-1-878592-45-3.
- Elias، David (30 يوليو 1979). "Women at war". The Age. Melbourne, Australia. ص. 9. مؤرشف من الأصل في 2018-06-24. اطلع عليه بتاريخ 2018-04-27 – عبر Newspapers.com.
- Russell، Brianna (14 ديسمبر 2012). Women's Mobilization in Latin America: A Case Study of Venezuela (master's degree). San Francisco, California: University of San Francisco. paper #34. مؤرشف من الأصل في 2018-04-18. اطلع عليه بتاريخ 2021-03-07.
- Armstrong، Elisabeth (2016). "Before Bandung: The Anti-Imperialist Women's Movement in Asia and the Women's International Democratic Federation". Signs: Journal of Women in Culture and Society. ج. 41 ع. 2: 305–331. DOI:10.1086/682921. ISSN:0097-9740. S2CID:146741924. مؤرشف من الأصل في 2023-07-17. اطلع عليه بتاريخ 2018-04-18.
- Neptune، Harvey (2011). ""The Twilight Years": Caribbean Social Movements, 1940–1960". Exhibitions.nypl.org. Harlem, New York: Schomburg Center for Research in Black Culture. مؤرشف من الأصل في 2017-06-27. اطلع عليه بتاريخ 2018-04-18. Summer Institute project: Africana Age: African & African Diasporan Transformations in the 20th Century.
- Bagneris، Jennifer (ديسمبر 2011). Caribbean Women and the Critique of Empire: Beyond Paternalistic Discourses on Colonialism (PDF) (master's degree). Nashville, Tennessee: Vanderbilt University. مؤرشف من الأصل (PDF) في 2018-04-19.
- Morris، Aldon D. (1999). "A Retrospective on the Civil Rights Movement: Political and Intellectual Landmarks" (PDF). Annual Review of Sociology. ج. 25 ع. 25: 517–539. DOI:10.1146/annurev.soc.25.1.517. ISSN:0360-0572. مؤرشف من الأصل (PDF) في 2018-04-19. اطلع عليه بتاريخ 2018-04-19.
- Bullock، Julia C. (2010). The Other Women's Lib: Gender and Body in Japanese Women's Fiction. Honolulu, Hawaii: University of Hawaii Press. ISBN:978-0-8248-6075-2. مؤرشف من الأصل في 2024-12-04 – عبر Project MUSE.
- Bradshaw، Jan (2013). The Women's Liberation Movement: Europe and North America. Oxford, England: Pergamon Press. ISBN:978-1-4831-6082-5. مؤرشف من الأصل في 2023-07-17.
- Backhouse، Constance؛ Flaherty، David H. (1992). Challenging Times: The Women's Movement in Canada and the United States. Quebec City, Quebec: McGill-Queen's University Press. ISBN:978-0-7735-6342-1. مؤرشف من الأصل في 2023-07-17.
- Cheal، David (2003). Family: Critical Concepts in Sociology. London, England: Routledge. ج. IV: Family and Society. ISBN:978-0-415-22633-2. مؤرشف من الأصل في 2023-07-17.

## وصلات خارجية
- Redstockings of the Women's Liberation Movement
- تحرير المرأة الوطني (بالإنجليزية)